# Wilfried Hannes
Wilfried Hannes (sinh 17 tháng 5 năm 1957 tại Düren-Echtz, Tây Đức) là cựu trung vệ, và huấn luyện viên bóng đá người Đức. Hannes từng chơi bóng cho Borussia Mönchengladbach và Đội tuyển bóng đá quốc gia Tây Đức. Ông được biết đến với dị tật bị khối u ở mắt từ thời niên thiếu ảnh hưởng tới thị giác nhưng bỏ qua điều đó Hannes vẫn tạo dựng được một sự nghiệp thành công.
Chơi ở vị trí trung vệ quét/ libero, không chỉ xuất sắc trong phòng ngự, Hannes còn ghi được rất nhiều bàn thắng từ những cú sút xa và bằng đầu. Trong 261 trận chơi cho M'gladbach, Hannes đã ghi 58 bàn thắng.
Lothar Matthäus, huyền thoại của bóng đá Đức sau này nói rằng Hannes chính là người đã ảnh hưởng rất lớn tới sự nghiệp của ông khi chơi bóng cùng Hannes trong giai đoạn đầu sự nghiệp tại Borussia Mönchengladbach.

## Thống kê sự nghi

### Club
| Club performance | Club performance         | Club performance   | League           | League           |
| Mùa giải         | Câu lạc bộ               | Vô địch quốc gia   | Số trận          | Số bàn thắng     |
| Đức              | Đức                      | Đức                | League           | League           |
| ---------------- | ------------------------ | ------------------ | ---------------- | ---------------- |
| 1975–76          | Borussia Mönchengladbach | Bundesliga         | 9                | 1                |
| 1976–77          | Borussia Mönchengladbach | Bundesliga         | 21               | 3                |
| 1977–78          | Borussia Mönchengladbach | Bundesliga         | 21               | 0                |
| 1978–79          | Borussia Mönchengladbach | Bundesliga         | 22               | 1                |
| 1979–80          | Borussia Mönchengladbach | Bundesliga         | 32               | 4                |
| 1980–81          | Borussia Mönchengladbach | Bundesliga         | 33               | 16               |
| 1981–82          | Borussia Mönchengladbach | Bundesliga         | 31               | 8                |
| 1982–83          | Borussia Mönchengladbach | Bundesliga         | 23               | 9                |
| 1983–84          | Borussia Mönchengladbach | Bundesliga         | 25               | 6                |
| 1984–85          | Borussia Mönchengladbach | Bundesliga         | 23               | 4                |
| 1985–86          | Borussia Mönchengladbach | Bundesliga         | 21               | 6                |
| 1986–87          | FC Schalke 04            | Bundesliga         | 27               | 1                |
| 1987–88          | FC Schalke 04            | Bundesliga         | 21               | 3                |
| Thụy Sĩ          | Thụy Sĩ                  | Thụy Sĩ            | Vô địch quốc gia | Vô địch quốc gia |
| 1988–89          | AC Bellinzona            | Swiss Super League | 29               | 5                |
| 1989–90          | FC Aarau                 | Swiss Super League | 13               | 1                |
| Country          | Đức                      | Đức                | 309              | 62               |
| Country          | Thụy Sĩ                  | Thụy Sĩ            | 42               | 6                |
| Tổng số          | Tổng số                  | Tổng số            | 351              | 68               |

## Danh hiệu

### Câu lạc bộ
Borussia Mönchengladbach
- Bundesliga: 1975–76, 1976–77
- UEFA Cup: 1978–79